# Saint-Germain-de-Joux
För andra betydelser, se Saint-Germain.
Saint-Germain-de-Joux är en kommun i departementet Ain i regionen Auvergne-Rhône-Alpes i östra Frankrike. Kommunen ligger  i kantonen Bellegarde-sur-Valserine som ligger i arrondissementet Nantua. Kommunens areal är 11,27 km². År 2022 hade Saint-Germain-de-Joux 505 invånare.

## Befolkningsutveckling
Antalet invånare i kommunen Saint-Germain-de-Joux
Referens: INSEE